# Гибсон Сити (Илиноис)
Гибсон Сити (енгл. Gibson City) град је у америчкој савезној држави Илиноис. По попису становништва из 2010. у њему је живело 3.407 становника.

## Демографија
Према попису становништва из 2010. у граду је живело 3.407 становника, што је . (.%) становника више него 2000. године.
| Група             | 2000.         | 2010.         |
| Белци             | 3.292 (97,6%) | 3.282 (96,3%) |
| Афроамериканци    | 20 (0,6%)     | 21 (0,6%)     |
| Азијати           | 18 (0,5%)     | 13 (0,4%)     |
| Хиспаноамериканци | 22 (0,7%)     | 47 (1,4%)     |
| Укупно            | 3.373         | 3.407         |